# В добрый час (альбом)
В до́брый час — сборник советской и российской рок-группы «Машина времени», скомпилированный главным звукорежиссёром киностудии «Мосфильм» Виктором Бабушкиным и изданный на фирме «Мелодия» в 1986 году. Альбом составлен из песен, записанных в разных студиях в период с 1980 по 1985 гг. Переиздан на CD в 1996 г.
Тираж сборника в 1986-м — середине 1988 года превысил 2,4 млн экземпляров, что сделало его самым продаваемым альбомом в СССР за указанный период.
Радиостанцией «Серебряный дождь» включен в перечень "50 культовых пластинок фирмы «Мелодия».

## История
Во второй половине 1980-х гг., в период Перестройки, в соответствии с политикой гласности был увеличен выпуск популярной музыки, в том числе отечественных рок-музыкантов и групп. Всесоюзная студия грамзаписи «Мелодия» издавала альбомы, скомпонованные из записей разных лет, в ряде случаев озаглавленных названиями самих групп, но без ведома последних. Так, кроме сборника «Машины времени» «В добрый час», в этот период были изданы, например, так называемый «Белый альбом» группы «Аквариум», сборник «Ансамбль „Браво“» группы «Браво» и др.
А. Макаревич об альбоме «В добрый час»:

… Решение о выпуске <…> принято молниеносно <…> и абсолютно без моего участия. Я приехал с гастролей прочитал инвентарный номер, названия песен. Поспешил на «Мелодию» и чудом успел исправить название альбома. Меня эта пластинка мало интересует, потому что она ретроспективна. Обычно такие пластинки выпускают после прекращения существования ансамбля.— из интервью А. Макаревича Е. Федорову. Кто-то внутри меня хочет петь… // Московский комсомолец. окт 1986.

Записи были вполне кондиционные, но я бы их не так компоновал, не так бы назвал диск. Но плюсы перевесили минусы, я был страшно рад. Потому что до этого вышла только одна пластинка в Америке под названием «Охотники за удачей», которую тоже выпустили без нашего ведома".— Андрей Макаревич о религии «Битлз», рок-фанатах и Окуджаве // 7days.ru.
Записи песен «Снег» и «Хрустальный город» взяты с винилового двойного альбома «Лауреаты Фестиваля „Весенние ритмы“. Тбилиси-80». Записи этих песен, а также песен из кинофильма «Душа», были сделаны ещё в то время, когда в группе играл П. Подгородецкий, но на виниловом варианте альбома в качестве клавишника указан только А. Зайцев. На поздних изданиях на СD эта ошибка также не была исправлена.

## Список композиций
| №  | Название                                     | Текст песни  | Музыка                   | Год записи | Длительность |
| -- | -------------------------------------------- | ------------ | ------------------------ | ---------- | ------------ |
| 1. | «Путь» (из х/ф «Душа»)                       | А. Макаревич | А. Макаревич             | 1981       | 3:19         |
| 2. | «За тех, кто в море» (из х/ф «Душа»)         | А. Макаревич | А. Кутиков, А. Макаревич | 1981       | 3:42         |
| 3. | «Музыка под снегом» (из х/ф «Начни сначала») | А. Макаревич | А. Кутиков               | 1985       | 4:29         |
| 4. | «Пока горит свеча» (из х/ф «Начни сначала»)  | А. Макаревич | А. Макаревич             | 1985       | 4:10         |
| 5. | «В добрый час» (из х/ф «Начни сначала»)      | А. Макаревич | А. Кутиков               | 1985       | 4:15         |

| №   | Название            | Текст песни  | Музыка       | Год записи | Длительность |
| --- | ------------------- | ------------ | ------------ | ---------- | ------------ |
| 6.  | «Хрустальный город» | А. Макаревич | А. Макаревич | 1980       | 6:06         |
| 7.  | «Снег»              | А. Макаревич | А. Макаревич | 1980       | 2:58         |
| 8.  | «Скворец»           | А. Макаревич | А. Макаревич | 1983       | 3:50         |
| 9.  | «Рыбка в банке»     | А. Макаревич | А. Макаревич | 1985       | 2:55         |
| 10. | «Старый рок-н-ролл» | А. Макаревич | А. Кутиков   | 1983       | 3:10         |

## Участники записи
- Андрей Макаревич — лидер-гитары, фортепиано (4, 7), основной вокал
- Александр Кутиков — бас-гитара, вокал
- Александр Зайцев — клавишные, вокал
- Валерий Ефремов — ударные
- Пётр Подгородецкий — клавишные, вокал (1, 2, 6, 7) (на конверте альбома не указан)
- Сергей Рыженко — флейта (8), акустическая гитара (10)

## Выходные данные
- Альбом записан во Всесоюзной студии грамзаписи «Мелодия», 1986
- Звукорежиссёры: В. Бабушкин, Ю. Стельник
- Редактор: И. Йотко
- Художник: А. Терехов
- Фото: А. Астафьев

### Комментарии
1. ↑  Получил такое название из-за цвета обложки, хотя единственной надписью на ней является слово «Аквариум».